# Chiesa di San Francesco di Paola (Palermo)

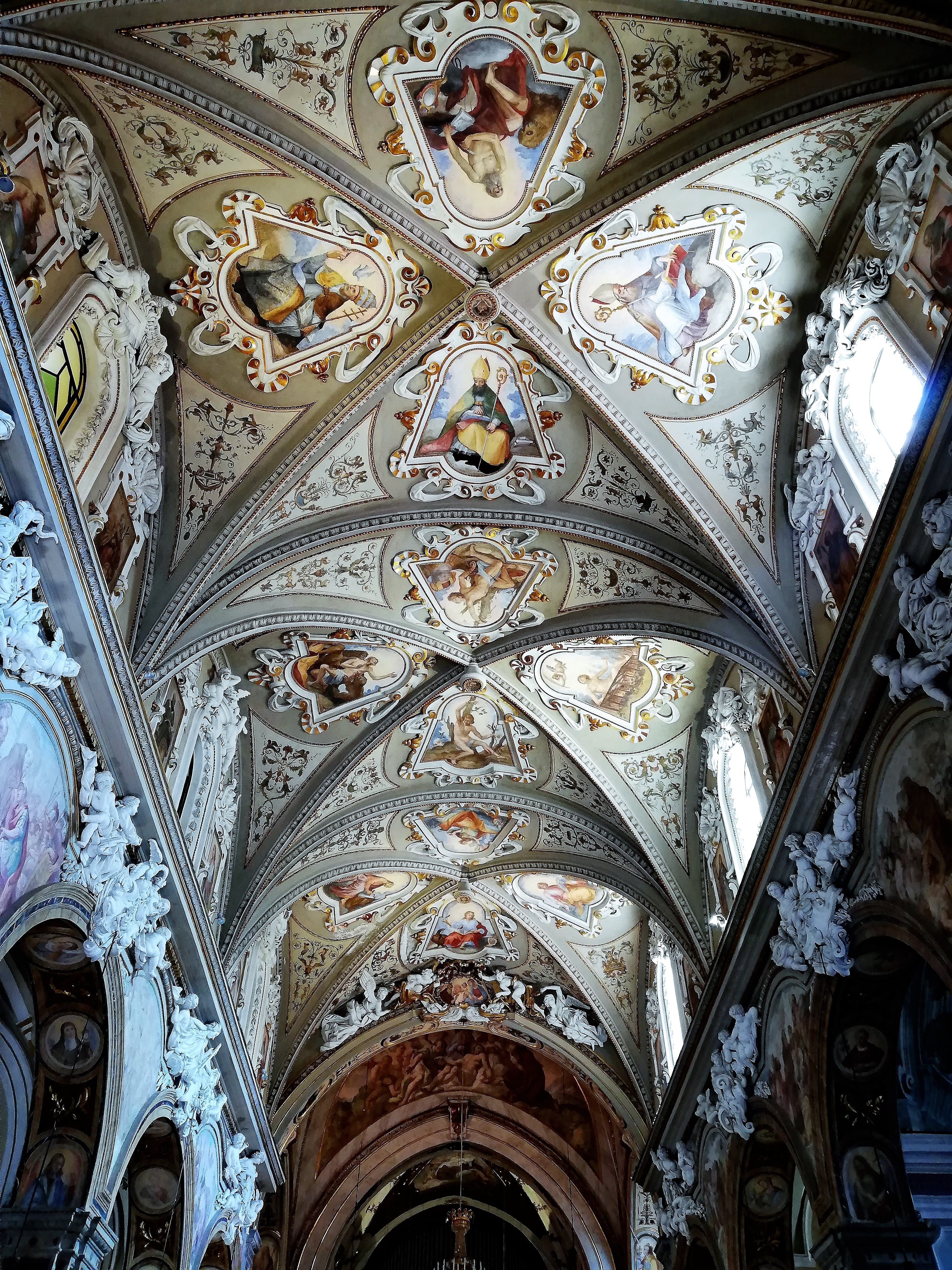
Volte navata.

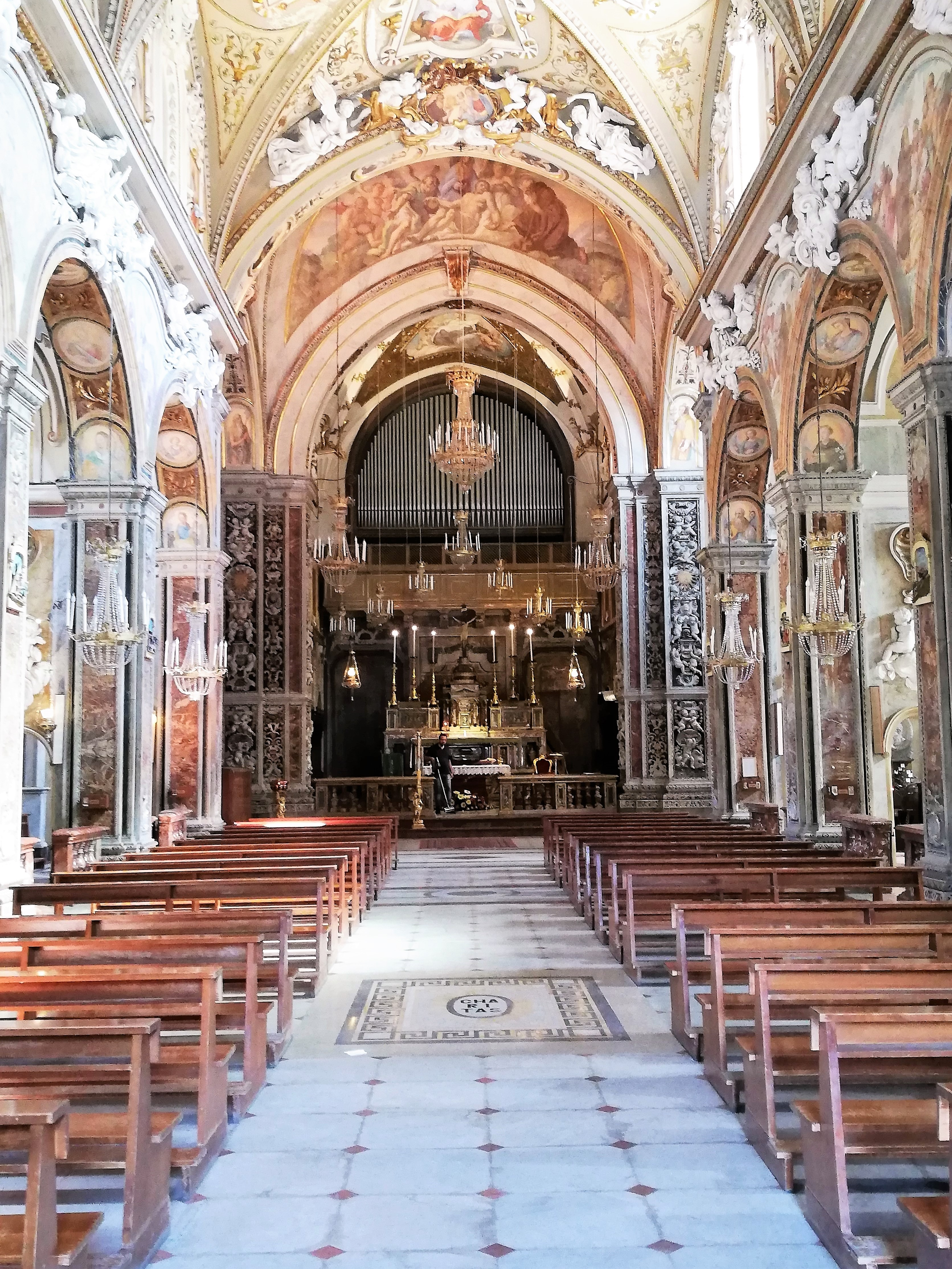
Navata.

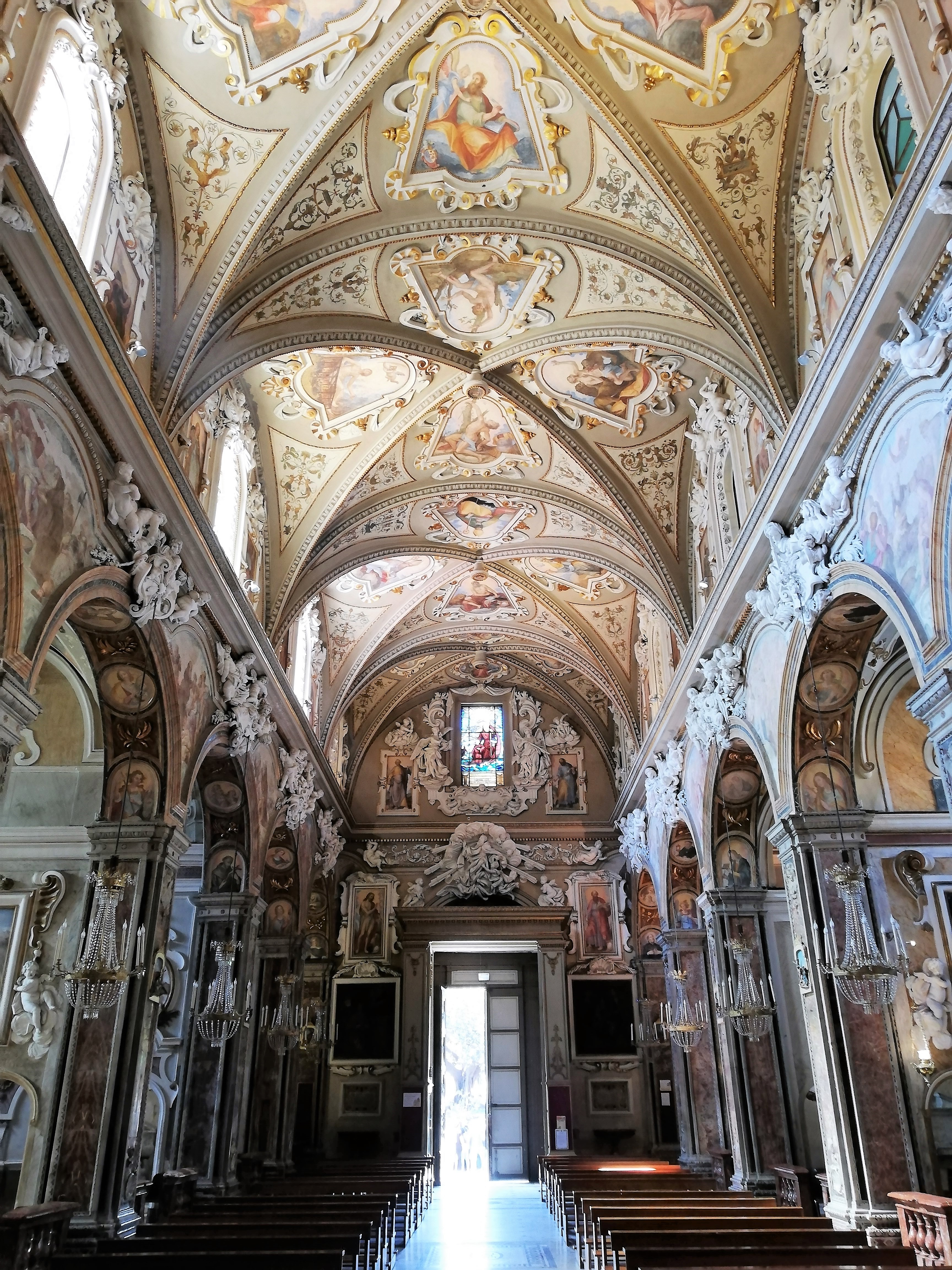
Controfacciata.

San Francesco di Paola è una chiesa di Palermo, con annesso convento dell'Ordine dei Minimi.

## Storia

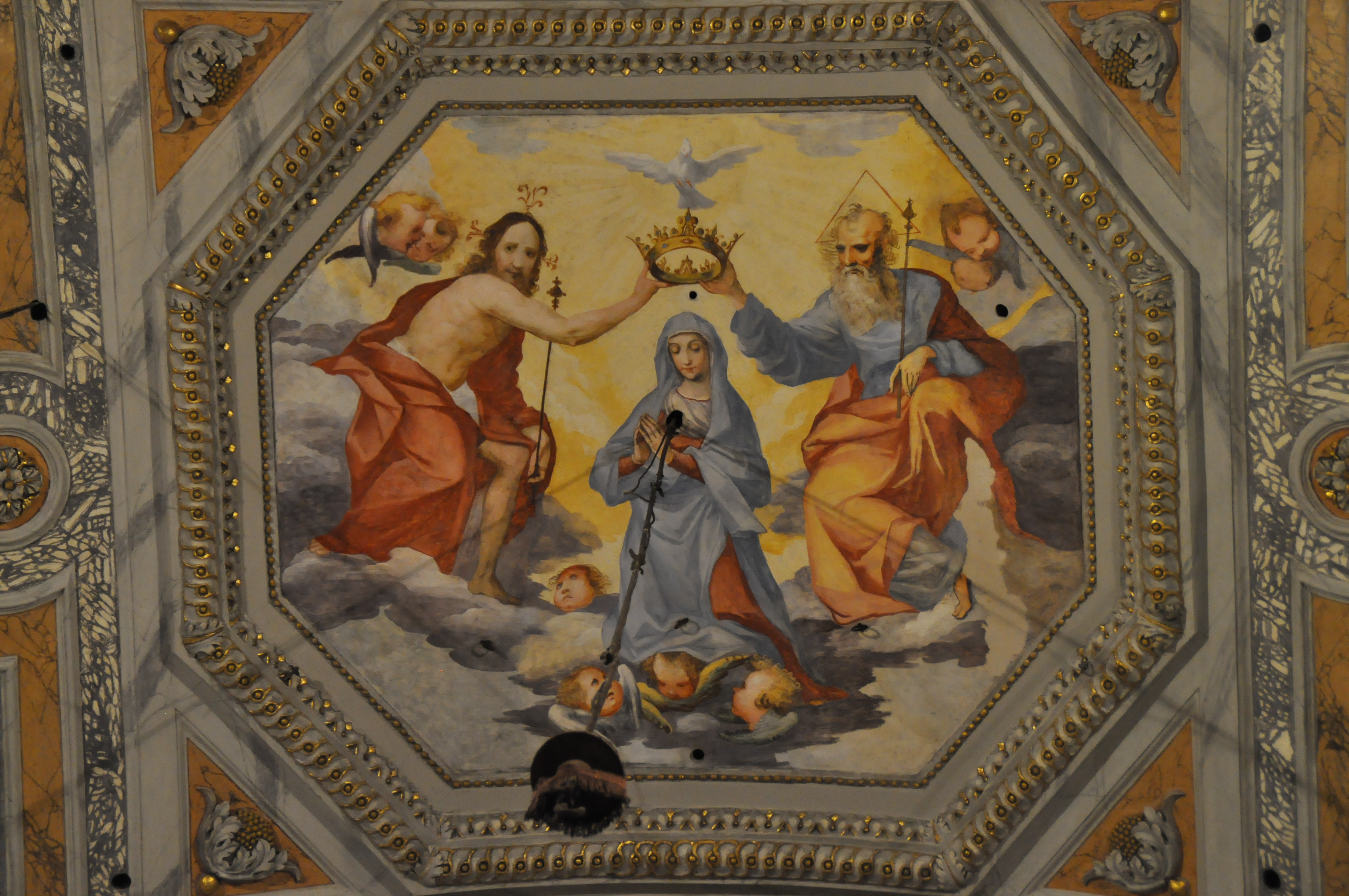
Incoronazione della Vergine Assunta in Cielo, affresco.

### Epoca aragonese
Sul sito della odierna chiesa sorgeva la più antica chiesa di Santa Oliva, attestata già nel 1310 sul luogo ove la tradizione vuole che la santa sia stata sepolta. Il 9 novembre 1518 la "Maestranza dei Sartori", titolare dal 4 gennaio 1485 per assegnazione da parte del Senato Palermitano, cedette la chiesetta ai religiosi dell'Ordine dei Minimi fondato da San Francesco di Paola. Il Viceré di Sicilia Ettore Pignatelli conte e duca di Monteleone, conduce le trattative, il possesso è confermato da Papa Clemente VII con un breve apostolico del 13 marzo 1523.

### Epoca spagnola
I Frati Minimi rasero al suolo l'antica chiesetta, troppo piccola per i loro scopi, e iniziarono la costruzione di un più magnifico tempio, con annesso un convento. Al principio il progetto seguiva lo stile gotico catalano, in voga a Palermo nello stesso periodo, e del quale restano ormai solo alcuni dettagli strutturali come le volte a crociera costolonate con chiave pendula della navata. Man mano che la costruzione proseguiva e il gusto si evolveva anche il progetto veniva modificato per seguire il dominante gusto manierista. Testimonianza ulteriore di questa evoluzione stilistica, attraverso quasi un secolo, è l'interno sfarzoso, decorato secondo un gusto ormai dichiaratamente barocco grazie alle numerose elargizioni raccolte grazie al supporto del Senato della città e dei fedeli.
- 1594, Termine dei lavori di ampliamento. Consacrazione e dedicazione della chiesa a San Francesco di Paola.

Con l'entrata in vigore delle leggi eversive e la conseguente soppressione degli ordini religiosi da parte del governo del neonato Regno d'Italia, il vasto convento venne adibito a caserma della fanteria e tutt'oggi ospita la caserma "Ruggero Settimo", il Circolo Ufficiali e altre società d'arma. Questa trasformazione provocò la perdita della maggior parte degli affreschi originari, scrostati o coperti.

### Epoca contemporanea
Tuttavia il 1º marzo 1905, in seguito all'intermediazione dell'arcivescovo, cardinale Alessandro Lualdi, fu concesso ai Frati Minimi di ottenere nuovamente la custodia della chiesa e di abitare in una piccola porzione del grandioso convento insistente sulla volta della chiesa stessa.
- 1915 - 1918, Durante la prima guerra mondiale la chiesa e il convento sono adibiti a deposito di grano.
- 1934, Conclusione del ciclo di restauri delle pitture interne al tempio.
- 1950c., Restauri dei danni causati dai bombardamenti del secondo conflitto mondiale.
- 2013 - 2014, L'interno della chiesa è stato interamente restaurato.

## Facciata
Due alte paraste in bugnato ripartiscono la facciata, due cornicioni la dividono in tre ordini. Nella parte centrale, il terzo ordine è costituito da un frontone mistilineo che chiude il prospetto inscrivendo tre logge belvedere, vaghe volute lo raccordano coi manufatti adiacenti.
Il portale e costituito da lesene ornate con teste d'angelo e sormontate da volute reggenti un timpano ad arco spezzato. Sulla mensola intermedia è collocato il mezzo busto raffigurante la Madonna delle Grazie, affiancata dalle sculture di Sant'Oliva e San Francesco di Paola poste sulle cimase, opere di Giacomo Gagini del 1536. In basso nel bassorilievo è visibile un paio di forbici, in ricordo della Maestranza dei Sarti antichi detentori dell'edificio ceduto ai Minimi nel 1495. L'anno MDXCIIII (1594) e l'iscrizione sul cornicione indicano il termine dei lavori di ampliamento, quando la chiesa è consacrata al santo della "CHARITAS", parola incisa nella raggiera posta al centro del timpano. Il finestrone centrale è delimitato da due figure intere di San Francesco di Paola e Sant'Oliva collocate nelle nicchie del secondo ordine, al primo ordine corrispondono delle finestre. Sul lato destro chiude la prospettiva il campanile realizzato in pietra viva.
- Controfacciata: decorazioni con stucchi raffiguranti la Glorificazione di San Francesco. Ai lati del finestrone istoriato la Madonna della rosa, a sinistra San Carlo Borromeo assorto in preghiera, opere attribuite allo Zoppo di Gangi del 1620c. Gli affreschi delle lunette sono opera di frate Mariano Castelli di Vicari.

## Architettura

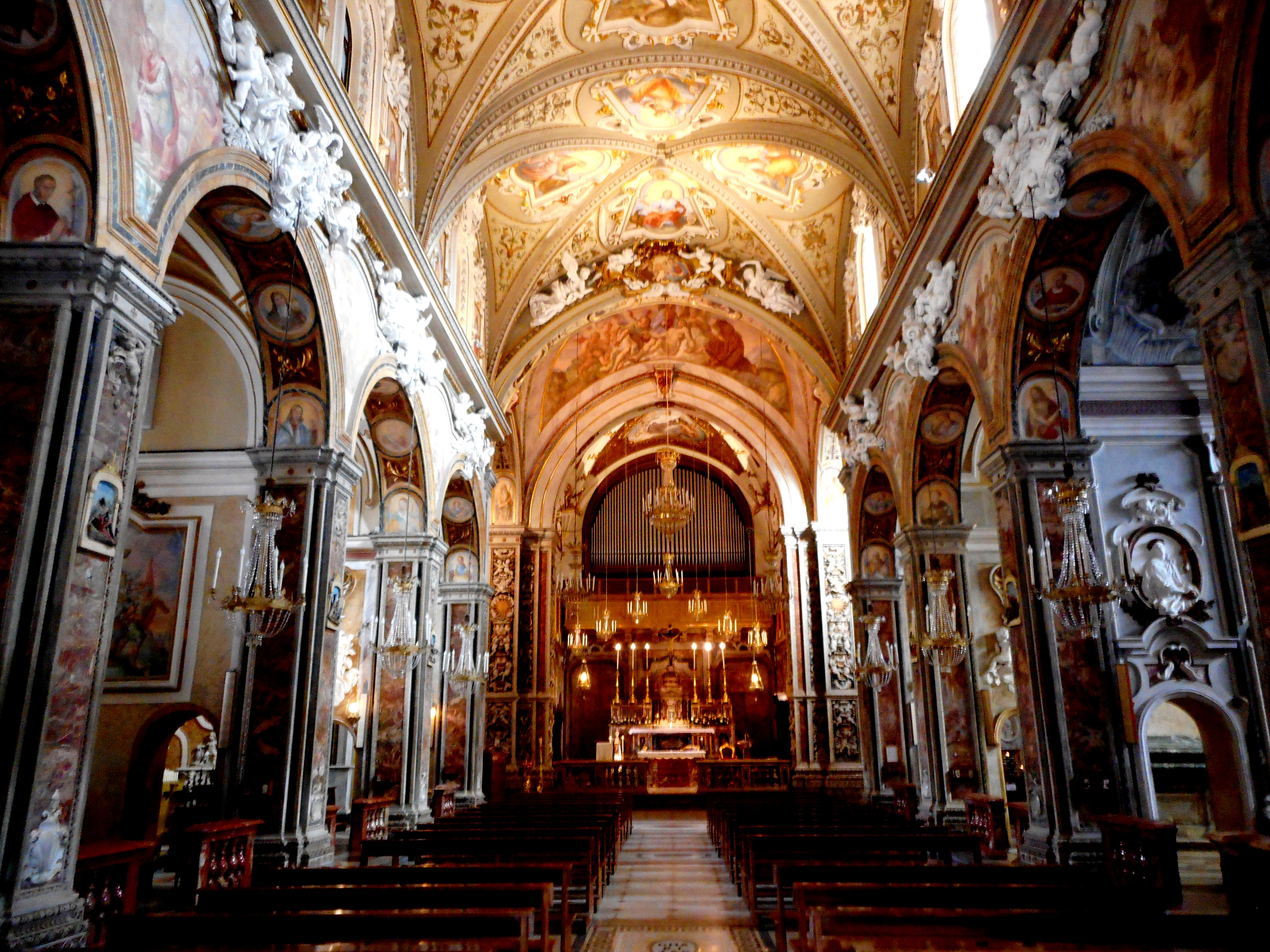
Interno

La struttura tardo gotica è caratterizzata da interventi manieristici e addobbi barocchi ricchissimi di affreschi, stucchi di mirabile fattura, decorazioni in marmi mischi e policromi. 
L'interno d'impianto a croce latina mostra un'unica navata fiancheggiata da profonde cappelle intercomunicanti, cinque per ogni lato. Le vele delle volte a crociera della navata centrale presentano affreschi di Giuseppe Salerno, con raffigurazioni delle quattro sante patrone di Palermo, dei quattro dottori della Chiesa, di quattro santi martiri e dei quattro evangelisti. Nella volta del presbiterio sono presenti gli affreschi della Pace, Sapienza, Carità e Speranza, opere di Vito d'Anna e del figlio Alessandro d'Anna, datati 1766c.
Fra gli archi delle cappelle sono affrescati i Miracoli di San Francesco di Paola, tra i finestroni le figure degli Apostoli realizzati da fra Mariano Castelli da Vicari tra il 1700 e il 1710, autore anche degli stucchi che coronano gli archi, quelli sopra la porta d'ingresso (lato interno), e gli intarsi in marmi policromi delle paraste del presbiterio decorati con puttini e simboli che alludono all'Ordine dei Minimi.

## Interno

### Navata destra
- Prima campata: Cappella di Santa Caterina d'Alessandria. La pala d'altare è di Filippo Paladini, i bassorilievi marmorei della cornice sono attribuiti a Antonello Gagini provenienti dal primitivo tempio.[5] Nelle adiacenze della balaustra è sepolto Vincenzo Gagini.
- Seconda campata: Cappella del Sacro Cuore di Gesù. Primitiva Cappella di San Carlo Borromeo, in seguito dedicata all'Epifania o ai Tre Re. Alle pareti affreschi raffiguranti gli episodi biblici di Giuditta che decapita Oloferne e Ester e Re Assuero. Era documentato in questo sito il quadro raffigurante l'Adorazione dei Magi di Vincenzo degli Azani detto il "romano".[1][6] La volta presenta delle nicchie angolari nel tamburo poligonale, esternamente presenta una cupola di stile arabo, retaggio delle parti più antiche della chiesa.
- Terza campata: Cappella di San Giuseppe. Primitiva Cappella della Madonna della Pietà. Sull'altare il quadro raffigurante il Compianto del Cristo con la Vergine Maria con in braccio il figlio Gesù morto, ai lati le figure di San Francesco d'Assisi e San Francesco di Paola. Alle pareti laterali quadri raffiguranti altrettanti misteri della vita gloriosa della Madre di Gesù. Sulla mensa il simulacro di San Giuseppe con il Bambino Gesù realizzato in cartapesta.
- Quarta campata: Cappella di San Francesco di Paola. In passato era esposto il quadro su tavola di San Francesco di Paola che Ettore Pignatelli aveva devotamente commissionato.[6] Oggi si venera una statua lignea del medesimo santo collocata all'interno di un reliquiario intagliato. Alle pareti San Francesco al cospetto di Papa Sisto IV sulla destra, San Francesco di Paola al cospetto del re di Francia Luigi XI sulla sinistra.
- Quinta campata: Cappella di San Bartolomeo e San Lorenzo martire. Patronato della Famiglia dei Principi Pilo, Marchesi di Marineo e Conti di Capaci.[7] Dedicata nell'anno giubilare del 1600, custodisce una pala d'altare dipinta nel 1601 da Giuseppe d'Alvino.[6] Qui si conserva il simulacro argenteo del Santo Padre, ricchissima statua d'argento che si conduce processionalmente per la città, nella ricorrenza della festa patronale la seconda domenica di maggio dai membri della Confraternita dei Terziari di San Francesco.[8]

Copia di Bambinello di Praga.

### Navata sinistra
- Prima campata: Cappella di San Michele Arcangelo. Pala d'altare raffigurante San Michele Arcangelo copia di Salvatore Lo Forte dall'originale di Filippo Paladini del 1601, ora custodito a Palazzo Abatellis.[9] Fonte battesimale.
- Seconda campata: Cappella del Beato Nicola di Longobardi. Primitiva Cappella dell'Immacolata Concezione oggi dedicata al Beato Nicola di Longobardi religioso professo dell'Ordine dei Minimi. Pala d'altare raffigurante La Trinità e il Beato Nicola Saggio de' Longobardi, opera di Alessandro d'Anna, del 1767c.
- Terza campata: Cappella di Sant'Oliva. Titolare della chiesa fino al 1465 anno in cui alla Congregazione dei Sartori subentra nella disponibilità del tempio l'Ordine dei Minimi di San Francesco di Paola. Sull'altare la pala d'altare raffigurante Sant'Oliva che battezza gli infedeli dipinto da Gaspare Serenari del 1758, che rappresenta la santa nell'atto di battezzare alcuni cittadini di Tunisi[10]. Alle pareti laterali i quadroni con il Martirio di Sant'Oliva e Reclusione di Sant'Oliva. Sulla volta Santa Oliva in gloria di Gaspare Serenari. Nel pavimento è collocata la botola di accesso al Pozzo di Sant'Oliva, pozzo nel quale, secondo tradizione, nel V secolo sarebbe stata tumulata la salma di Sant'Oliva, trafugata da cristiani palermitani a Tunisi. Da quel pozzo, si narra, sgorgò dell'acqua ritenuta miracolosa dai devoti.
- Quarta campata: Cappella dell'Immacolata Concezione. Primitiva Cappella di San Girolamo. Entro una nicchia è custodito il simulacro dell'Immacolata Concezione, risalente al XVIII sec. e molto simile al simulacro dell'Immacolata venerato a Ciminna. In una nicchia parietale piccolo simulacro di Gesù di Praga.
- Quinta campata: Cappella della Madonna del Rosario. Pala d'altare raffigurante la Santa Vergine con Santa Rosalia e San Domenico in contemplazione. In questa cappella si osserva il magnifico sarcofago ove riposano i resti di Stefania Branciforti principessa di Trabia, Scordia e Butera, opera dello scultore Valerio Villareale allievo di Giuseppe Velasco, del † 1852.

### Transetto
- Braccio destro: Cappella di San Francesco di Paola o Cappella Susinno. Sull'altare il busto in terracotta di San Francesco di Paola, opera di Vincenzo Gagini. Sotto, custodita in una teca di cristallo, il famoso bastone con cui il taumaturgo fece sgorgare l'acqua.[11]
- Braccio sinistro: Cappella del Crocifisso. Sulla parete Crocifisso collocato su un artistico reliquiario. Titolari del patrocinio la famiglia Galletti.[6]

Fra le opere d'arte che completano il transetto: Il busto marmoreo di Giuseppe Pignatelli, duca di Terranova, scolpito da Lorenzo Pennino e il sarcofago di Giovanna de' Caravelli letterata † 28 febbraio 1546, opera attribuita a Antonino Gagini sormontato da un Serafino in marmo, opera di Ignazio Marabitti.
- Presbiterio: Nascita di Giovanni Battista sul lato destro, Natività di Gesù sul sinistro, entrambi opere di Giuseppe Salerno detto lo Zoppo di Gangi.[8]
  - Altare maggiore arricchito di marmi policromi, pietre dure e di fregi di rame dorato, con un artistico ciborio, opera pregevole di Michele Messina del 1829. Titolari del patrocinio e delle sepolture la famiglia Branciforte, conti di Cammarata e la famiglia Barresi.[12]

"D. Joseph Dominici Spatafora et Branciforti Principis Venetici, Marchionis S. Martini, et Baronis Mazzarrà cineres tumulo excipiuntur: sed ejus memoria quasi Phoenix reviviscit potius quod tumuletur 1672".

## Opere d'arte
Numerose opere d'arte arricchiscono la chiesa:
- Sepolcro di Antonio Omodei, opera di Giacomo Gagini realizzata nel 1537 nella Cappella della Madonna del Soccorso.[14]
- Sepolcro di Laura Valguarnera, opera di scuola del Gagini.
- Sepolcro di Francesco Spinola del † 1561.
- Sepolcro di Francesco Notarbartolo, duca di Villarosa del † 1750.

Sono documentate nella Cappella della Santissima Trinità:
"D. Josepho Notarbartolo et Cardona Villanovæ Baroni viro non minus majuorum nobilitate, quom suorum vitutum splendore claro omnium ordinum hominibus præ suavitatem morum acceptiss D. Antonia Notarbartolo et Spinola jam inde a prima ætate in summa animorum concordia uxor conjugi optimo, atque unice charo. Ossibus sepulcrum amori memoriæ desiderio ... mæstissima posuit. Vixit annos 33 obit 3 octobris 1580".
"D. O. M. Egregiæ indolis fratibus, sororibusque D. D. Antoniæ, Cæsari, Hieronjmo, Joanni, Leonoræ, Cæsari, Felici, Beatrici, Margheritæ, Agnesi, ac Joannæ patriæ decori, domusque spei, sanguinisque posteritate averumque memoriæ dulcis gratis undecim suis carissimis a a d. Hippolyta Notarbartolo et Spinula nobili matrefamilias omnique pictatis honore florentissima conjuge susceptis coronas animis immortale, et levem ossibus precatur terram, quod advecebat eos dimandare sepulchrum mestissibus hoc parens superflex D. Thomas Marullus Villadicani ea socia generis forte caravit anno 1612."
- Monumento funebre di monsignore Alfonso Ajroldi, opera di Valerio Villareale del † 1817c.

## Sacrestia
Dal transetto si accede alla sacrestia. Nel centro della volta, un pregevole affresco, dovuto al pittore Vito d'Anna, raffigurante il Trionfo della religione. In fondo alla medesima, si trova la statua argentea Sant'Oliva realizzata da maestri argentieri palermitani.

## Chiesa di Santa Oliva
- IX secolo, In epoca araba è tramandata memoria di una piccola chiesa campestre fuori le mura. Dedicata alla vergine e martire Sant'Oliva, sul luogo del suo sepolcro. I palermitani trafugarono il corpo della concittadina, martirizzata a Tunisi nel 463, che seppellirono presso Porta Carini.[2] Sul luogo del martirio fu edificata una basilica cristiana ad essa dedicata, sulle rovine romane oggi sorge la Moschea al-Zaytuna, nome legato all'olivo e alle vicende della santa.
- 1310, Le prime documentazioni scritte del primitivo luogo di culto eretto presso il pozzo deputato a sepolcro.

## Congregazione dei Sartori
- Congregazione dei Sartori o sarti, localmente dei custurieri. Maestranza, corporazione.

## Confraternita dei Terziari di San Francesco
- 1739, Costituzione del sodalizio. Gli accoliti recano sul petto un medaglione con il motto CHARITAS.

## Convento
L'antico Convento attiguo alla chiesa, oggi è sede del Circolo Ufficiali delle Forze Armate. L'aggregato è ubicato nell'omonima piazza, a pochi passi dal Politeama, da Porta Carini e il Mercato del Capo.
Dopo l'emanazione delle leggi eversive il patrimonio librario confluì nelle strutture della Biblioteca comunale di Casa Professa.
Dal 1 marzo 1905 i frati Minimi di san Francesco di Paola hanno ripreso possesso della chiesa abitando un ritaglio dell'antico noviziato posto sulla volta della chiesa.

## Feste religiose
- 2 aprile, San Francesco di Paola, la processione della statua argentea, funzione documentata[19][20] oggi avviene la seconda domenica di maggio.
- 10 giugno, Sant'Oliva, processione della statua argentea, funzione documentata.[21]